# Heterometrus
Heterometrus (del griego clasico ἕτερος (héteros), "diferente", y μέτρον (métros), "medida", es un género de escorpiones de la familia Scorpionidae, de gran tamaño, que se distribuye en selvas tropicales del Sudeste de Asia y por ello reciben el nombre común de escorpiones gigantes de bosques.

## Características y hábitat

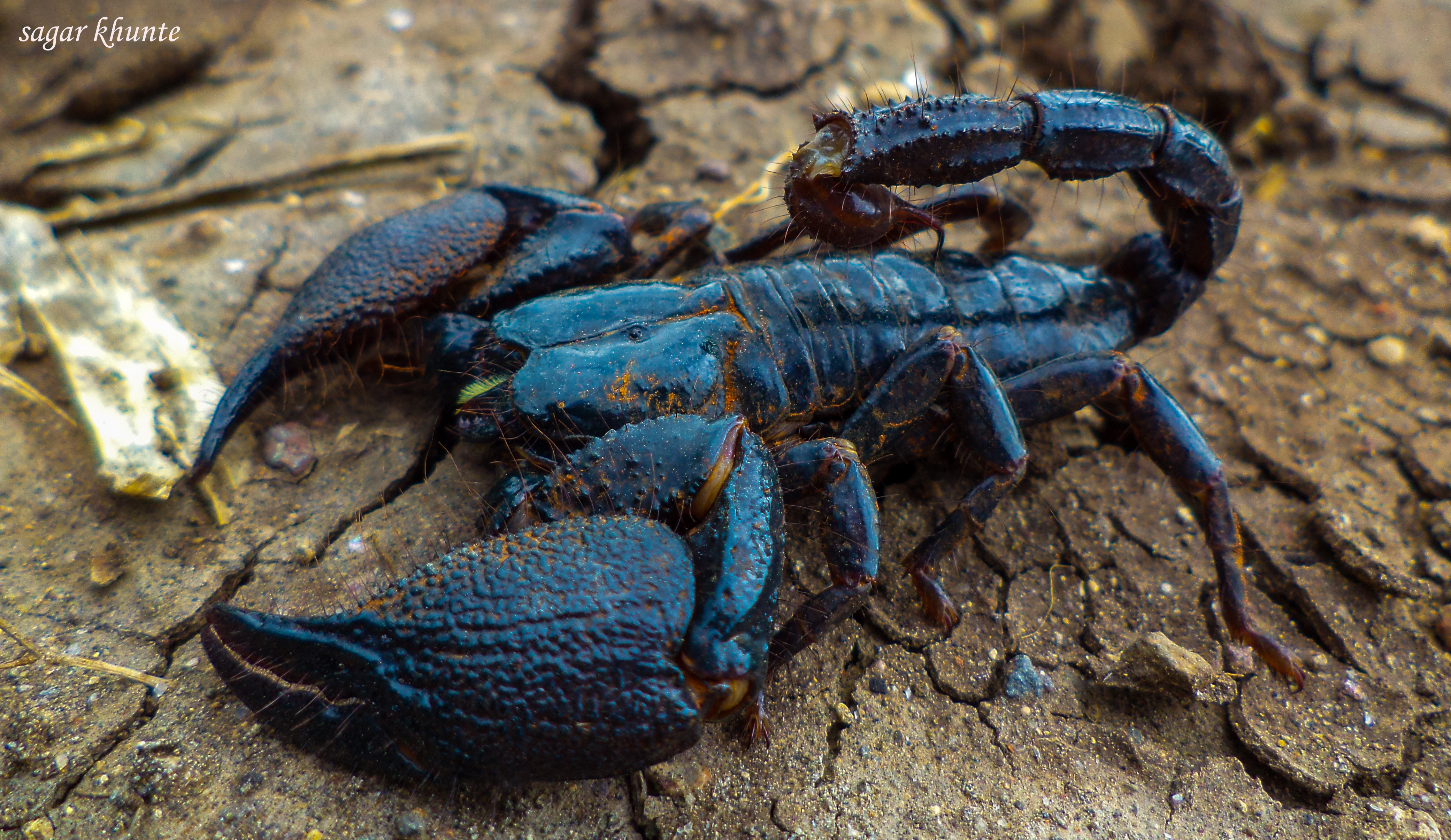
Heterometrus bengalensis

Los miembros del género Heterometrus son generalmente de gran tamaño superando los 23 centímetros y la mayoría de las especies son de color oscuro. Tienen un promedio de vida de tres años.  Habitan en regiones con clima tropicales y con vegetación. Son más activos durante la noche. Se alimentan de insectos como (cucarachas, escarabajos, saltamontes, grillos), arañas, lombrices, gusanos y raramente de pequeños ratones y lagartijas. Durante el día se esconden en madrigueras, rocas, etc. 
Cabe destacar que las especies este género se confunden a menudo con las del género Pandinus, llamados escorpiones emperadores africanos, pero esto se diferencia en que las especies de Heterometrus son más claras y habitan en el Sudeste de Asia, mientras que las de Pandinus son más oscuros y habitan en África.

## Especies
A continuación se listan las 33 especies descritas.
- Heterometrus barberi (Pocock, 1900)
- Heterometrus bengalensis (C.L. Koch, 1836)
- Heterometrus cimrami (Kovarik, 2004)
- Heterometrus cyaneus (C.L. Koch, 1841)
- Heterometrus fulvipes (C.L. Koch, 1837)
- Heterometrus gravimanus (Pocock, 1900)
- Heterometrus indus (DeGerr, 1770)
- Heterometrus kanarensis (Pocock, 1900)
- Heterometrus laoticus (Couzijn, 1981)
- Heterometrus latimanus (Pocock, 1894)
- Heterometrus liophysa (Pocock, 1899)
- Heterometrus liurus (Thorell, 1888)
- Heterometrus longimanus (Herbst, 1897)
- Heterometrus mysorensis (Kovarik, 2004)
- Heterometrus nepalensis (Kovarik, 2004)
- Heterometrus petersii (Thorell, 1876)
- Heterometrus polcki (Pocock, 1893)
- Heterometrus scaber (Thorell, 1876)
- Heterometrus sejnai (Ethrenberg, 1828)
- Heterometrus spinifes (Ethrenberg, 1828)
- Heterometrus swammerdami (Simon, 1872)
- Heterometrus tenagensis (Laurenco & Qi Zhu, 2007)
- Heterometrus thorelli (Pocock, 1897)
- Heterometrus tibetanus (Henderson, 1919)
- Heterometrus ubicki (Herbst, 1903)
- Heterometrus wrouthoni (Pocock, 1899)
- Heterometrus xanthopus (Pocock, 1899)

## En cautiverio

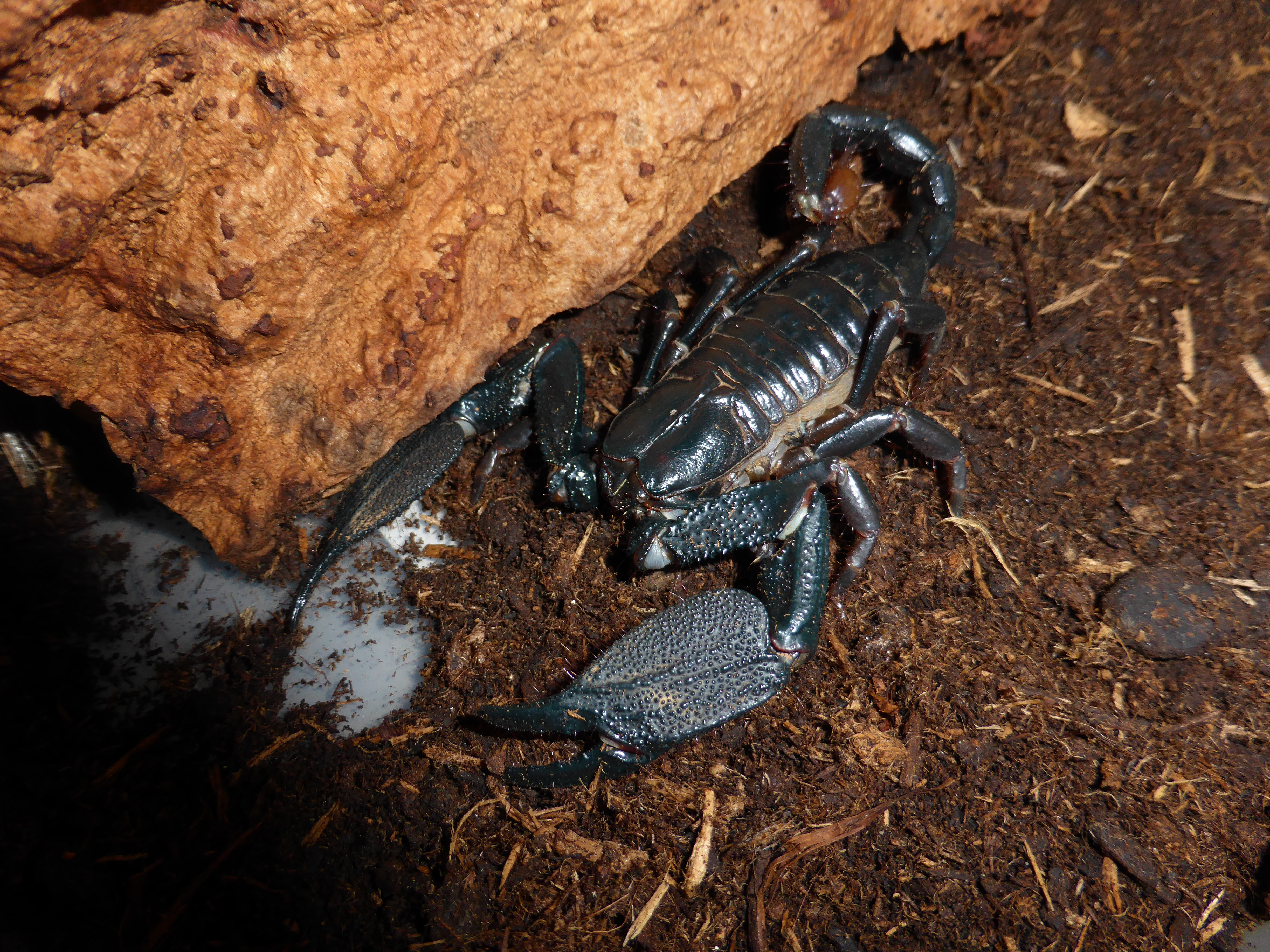
Heterometrus mysorenisis como mascota

Debido a su impresionante tamaño y baja toxicidad las especies de Heterometrus son escorpiones populares para tener de mascotas y se puede conformar un grupo de hasta tres individuos en un terrario con un escondite para cada individuo; la temperatura debe oscilar de 21-31 °C y la humedad debe estar por encima de 80 %; además se debe agregar una fuente de agua e insectos como alimento.

## Picaduras
Al igual que los miembros de la familia Scorpionidae los síntomas de envenenamiento son bastante leves y no se conocen víctimas humanas por la picadura del género Heterometrus. Las picaduras provocan dolores e inflamación con una duración de horas. Tradicionalmente, las plantas medicinales tailandesas se utilizan como antídotos para calmar las picaduras de este escorpión.